# Tripterospermum nienkui
Tripterospermum nienkui är en gentianaväxtart som först beskrevs av Cecil Victor Boley Marquand, och fick sitt nu gällande namn av C. J. Wu. Tripterospermum nienkui ingår i släktet Tripterospermum och familjen gentianaväxter. Inga underarter finns listade i Catalogue of Life.